# Olympic Valley

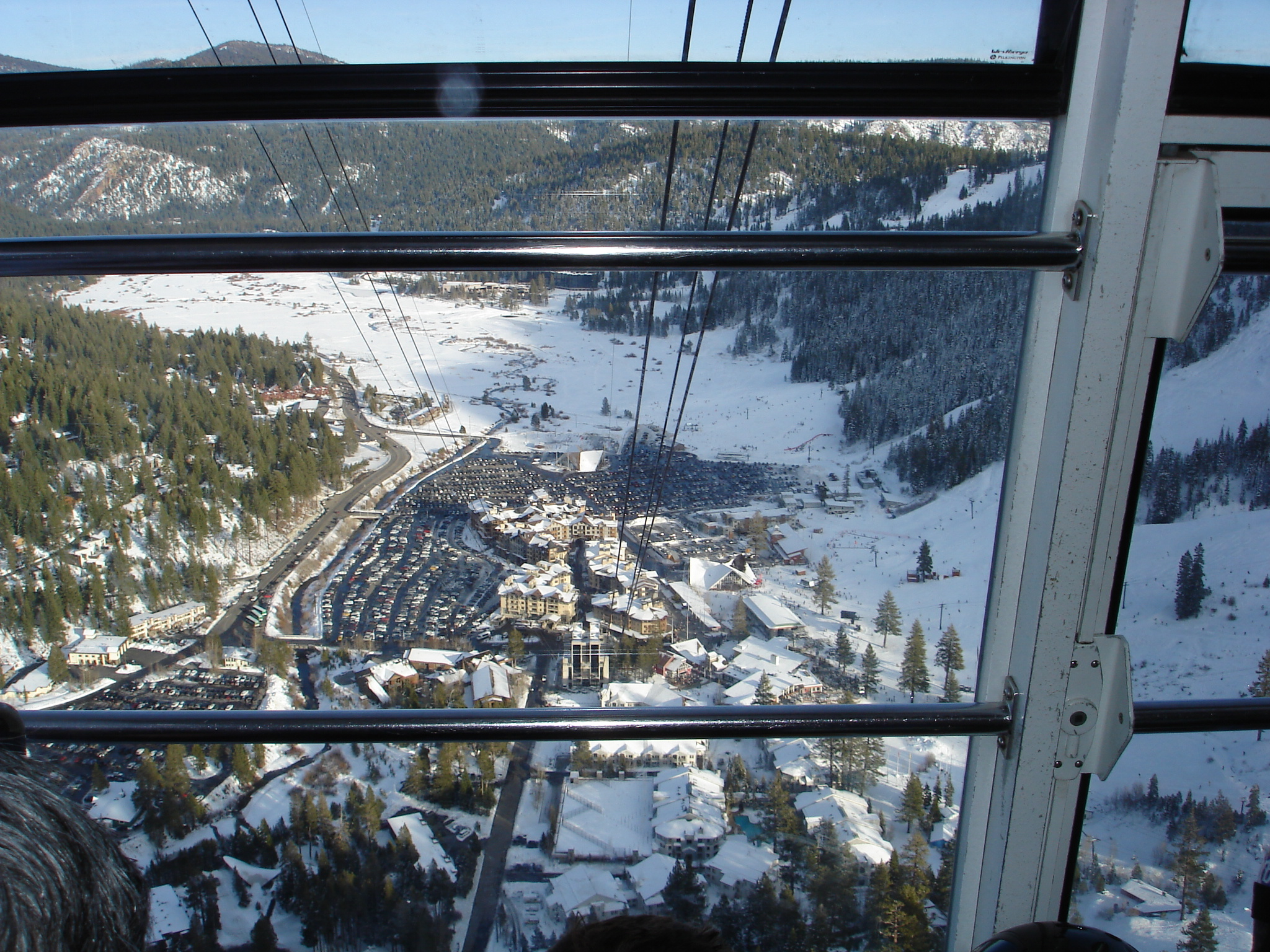
Vista del centre d'esquí

Olympic Valley (també coneguda com a Olympic Valley) o més concretament Olympic Valley Ski Resort, és una estació d'esquí situada a l'estat nord-americà de Califòrnia (Estats Units) en el comtat de Placer, just a tocar de l'estat de Nevada. Situada al cor de Sierra Nevada, fou la seu dels Jocs Olímpics d'Hivern de 1960. Olympic Valley és la zona turística més petita per acollir els Jocs Olímpics d'hivern. Nominalment aquesta estació d'esquí forma part de les denominades "unincorporated communities", àrees que no formen oficialment part de cap municipi.

## Història
Els amerindis dels Estats Units Washo van utilitzar la vall com a terra tribal d'estiu abans de la febre de l'or de Califòrnia de 1849. Quan els viatgers que anaven cap a l'oest van trobar per primera vegada la vall, només van veure dones i nens, ja que la majoria dels homes estaven fora de caça i així l'anomenaven Squaw Valley. Squaw és un nom utilitzat històricament pels colons blancs per a les dones indígenes nord-americanes i es considera un insult ètnic i sexual.
La ciutat de Claraville, antigament situada a la desembocadura de la vall de Olympic, va ser una vegada una de les operacions mineres més grans de la regió del llac Tahoe. Hi havia rumors que la mina estava salada amb mineral portat de Virginia City, Nevada. George Wharton James, autor del llibre The Lake of the Sky dubta que les mines estiguessin salades amb mineral i suggereix que l'energètic prospector Shannon Knox va iniciar la mina amb bona fe. Escriu sobre la història de la regió de Tahoe (abans de 1915) en molts dels capítols del seu llibre. El boom de la mineria de Olympic Valley va ser de curta durada i entre 1863 i 1864 la vall havia perdut gairebé tots els seus habitants a causa del filó de Comstock a Virginia City.
El 1942, Wayne Poulsen, un antic esquiador estrella de la Universitat de Nevada, havia adquirit 2.000 acres (810 ha) a Olympic Valley del Southern Pacific Railroad. Poulsen va conèixer Alex Cushing, un advocat format a la Universitat Harvard, el 1946 mentre Cushing estava de vacances a l'estació d'esquí de Sugar Bowl. Durant les seves vacances, Cushing va recórrer Olympic Valley per invitació de Poulsen i va decidir invertir en la construcció d'una estació d'esquí allà. A diferència de Poulsen, Cushing tenia les connexions polítiques i l'accés a la capital necessaris per crear una estació d'esquí. El juny de 1948, tots dos van fundar la Olympic Valley Development Company i Cushing va substituir Poulsen com a president de la Squaw Valley Development Corporation a l'octubre de 1949. L'estació d'esquí de Olympic Valley es va obrir el dia d'acció de gràcies de 1949. El complex va ser construït amb 400.000 dòlars recaptats per Cushing, inclosos 150.000 dòlars dels seus propis diners.[11] La creació de la Olympic Valley Development Corporation i l'estació d'esquí de Olympic Valley marquen l'era moderna de Olympic Valley. The creation of the Squaw Valley Development Corporation and Squaw Valley Ski Resort mark the modern era of Olympic Valley.